# Theodosia (Missouri)
Theodosia is een plaats (village) in de Amerikaanse staat Missouri, en valt bestuurlijk gezien onder Ozark County.

## Demografie
Bij de volkstelling in 2000 werd het aantal inwoners vastgesteld op 240.
In 2006 is het aantal inwoners door het United States Census Bureau geschat op 254, een stijging van 14 (5,8%).

## Geografie
Volgens het United States Census Bureau beslaat de plaats een oppervlakte van
4,0 km², waarvan 3,5 km² land en 0,5 km² water. Theodosia ligt op ongeveer 223 m boven zeeniveau.

## Plaatsen in de nabije omgeving
De onderstaande figuur toont nabijgelegen plaatsen in een straal van 28 km rond Theodosia.